# غروب شیاطین
غروب شیاطین (انگلیسی: A Dusk of Demons) رمانی علمی تخیلی نوشته ی نویسنده ی بریتانیایی جان کریستوفر می‌باشد که در سال ۱۹۹۳ منتشر شد. این کتاب در سال ۱۳۸۵ توسط نشر چشمه ترجمه و منتشر شد. 
داستان در آینده ای اتفاق می‌افتد که معتقد اند شیاطین بر زمین حکم فرمایی می‌کنند. 

## داستان
یک پسر به نام بنجامین وجود دارد که از شیاطین می‌ترسد. شیاطینی که آن‌ها را مجبور به کارهایی عجیب می‌کنند در این گیر و دار ارباب می‌میرد و حیف که بنجامین نمی‌داند...
داستان در مورد آدم‌هایی است که بعد از دوران جنون به صورت ساده و به دور از فناوری در سرزمین‌های کوچک خودشان که زیر سلطه خدای تاریکی و شیاطین قرار داره زندگی می‌کنند و برای مصون ماندن از خشم خدای تاریکی قوانین خاصی وضع کردن ولی همه چیز آن طور که آن‌ها فکر می‌کنند نیست.

## قسمتی از متن
آن‌ها از میان آن حفره بیرون آمدند. و آن قدر بزرگ شدند که سرتاسر آسمان را پوشاندند. اشکال درهم و برهمی را دیدم که پیچ و تاب می‌خوردند بال دار پولک دار و لزج با صورت‌هایی گندیده چرک و لجن آلود و دست‌های مهیب و زشتی که به بیرون دراز می‌شدند... پایین می‌آمدند تا مرا به چنگ بیاورند...